# SeptemCharm まじかるカナン
『SeptemCharm まじかるカナン』（セプティムチャーム まじかるカナン）は、1998年12月17日にTeriosから発売されたWindows用アダルトゲームである。
2000年にはアダルトアニメ化、2005年1月からはテレビアニメ化されている。

## 登場人物
特記のない限り、説明はゲーム版に準拠。
ゲームでは主人公のナツキ以外のキャラクターにはボイスあり。メディアミックスによって声優が異なっており、特に「RISEA」やTVアニメ版では大きく変更されている。
ナツキ / 那津樹
声：小池竹蔵（ドラマCD、OVA）、菅沼久義（TVアニメ）
ゲーム版の主人公。魔法の国から「種」を取り戻すためにやって来た。ちはやの魔法戦士としての資質を見出し、パートナーに選ぶ。普段は人間の少年の姿をしているが、魔力が不足すると本来の小動物の姿になってしまう。非常にスケベ。
柊 ちはや（ひいらぎ ちはや）
声：笹森美恵（本編、ドラマCD）、会田寛子（OVA）、鎌田千歳（テリ☆みっくす）、紗倉奈央（RISEA）、広橋涼（TVアニメ）
テレビアニメ版の主人公。変身していない普段の身体の第二次性徴の発現が乏しく、一人称は常に「ボク」。ナツキとキスすることにより（テレビアニメ版では、ナツキの胸飾りが光ることにより）魔法戦士カーマインに変身し、「種」に汚染された人間（種人間）と戦う。ナツキとはケンカばかりだが次第に惹かれあっていく。テレビアニメ版では小学生と見間違えるぐらいの容姿になっている。
水城 さやか（みずき さやか）
声：北都南（TVアニメ以外の媒体）、水樹奈々（TVアニメ）
ちはやの同級生。大金持ちのお嬢様であり、学校には車で送り迎えしてもらうほど。ナツキの兄・ハヅナの力によって魔法戦士セルリアンブルーに変身し、種人間と戦う。変身後は超が付くほど高飛車な性格になり、魔法戦士としての能力はカーマインを凌ぐ。
鈴原 美由利（すずはら みゆり）
声：芹園みや（本編、ドラマCD、OVA）、涼森ちさと（RISEA）、石塚さより（TVアニメ）
ちはやの同級生。双子の弟がいる。
小嶋 絵美（こじま えみ）
声：茉莉奈（本編、ドラマCD、OVA）、一色ヒカル（RISEA）、宮崎羽衣（TVアニメ）
ちはやの通う高校へやってきた転校生。普段は校庭で読書ばかりしていて、無口な性格。その正体は謎の魔法戦士セプティム。アダルトアニメ版では敵だったが、テレビアニメ版ではカーマインの味方に近い存在となっている。
ハヅナ
声：プログレス（TVアニメ以外の媒体）、水島大宙（TVアニメ）
ナツキの兄でやはり「種」を追って人間界を訪れる。セルリアンブルーのパートナー。テレビアニメ版では、さやか専属の家庭教師をしている。
ツユハ
声：北都南（TVアニメ以外の媒体）、ひと美（TVアニメ）
魔法の国の女王。ナツキとハヅナを人間界に派遣する。
鈴原 剛
声：はすとをる（本編）、はすとおる（ドラマCD）、梅小路ピンポン（RISEA）、河杉貴志（TVアニメ）
ジュバンチッチ
声：邪封淋（本編、ドラマCD、RISEA）、安井邦彦（TVアニメ）
カレンデュラ
声：AYA（RISEA）、たかはし智秋（TVアニメ）
真野 妙子
AYA（本編、ドラマCD、テリ☆みっくす、RISEA）、小林優子（TVアニメ）
学校の教師。
ママ（柊 絵美）
声：茉莉奈（本編、ドラマCD）、一色ヒカル（RISEA）、伊藤美紀（TVアニメ）
柊ちはやの母。

## ゲーム版

### スタッフ（ゲーム）
- 原画：横田守、土代昭治
- シナリオ：黒田洋一、藤木隻、美月ひな、佐野一馬

### 主題歌（ゲーム）
- 本編OP曲「恋のマジカル・デュエル」
  - 作詞：こいでたく／作曲・編曲：南雲和晴／歌：夢野聖美
- 本編ED曲「Angel Kiss」
  - 作詞：中町涼音／作曲・編曲：南雲和晴／歌：夢野聖美
- RISEA OP曲「Milktea Kiss」
  - 歌：佐藤ひろ美
- RISEA ED曲「ときのゆりかご」
  - 歌：佐藤ひろ美

### ファンディスク
- まじかるカナン MAGICAL FANTASY BOX - 1999年に開催されたコミックマーケット56で限定販売された。

### リメイク版
2005年4月28日に、『SeptemCharm まじかるカナン』と上記の『まじかるカナン MAGICAL FANTASY BOX』、さらにシナリオをアレンジした『まじかるカナン -RISEA-』をセットにした『まじかるカナン -RISEA- トリプルフューチャリングBOX』が発売された。

### CD（ゲーム）
Septem Charm まじかるカナン SOUND TRACK（1999年6月30日、ジェネオン・ユニバーサル・エンターテイメント TECO-1001）
Septem Charm まじかるカナン ドラマCD（1999年8月21日、パイオニアLDC MACG-5006）
出演者：笹森美恵、芹園みや、北都南

## アダルトアニメ版
2000年から2003年にかけて、『Septem Charm まじかるカナン』のタイトル、れもんは〜とから計6巻発売された。原作のPC版ゲームの設定、展開を踏襲した内容となっている。

### タイトルリスト
- Vol.1 登場！深紅の魔法戦士カーマイン（2000年8月25発売）
- Vol.2 エンジェルキッス 危機一髪！（2000年11月25日発売）
- Vol.3 激突！カーマイン対セルリアンブルー（2001年7月25日発売）
- Vol.4 カーマインより愛をこめて（2001年11月25日発売）
- SP どきどきサマーキャンプ！ 前編（2002年8月25日発売）
- SP どきどきサマーキャンプ！ 後編（2003年2月25日発売）

### スタッフ（アダルトアニメ）
- 監督 - 松村やすひろ
- 脚本 - 三井秀樹2P
- キャラクターデザイン・総作画監督 - 倉嶋丈康
- プロデューサー - 越中おさむ、酒井明雄
- 制作 - Triple X

## テレビアニメ版
2005年1月 - 3月にアニメ魂枠において『まじかるカナン』のタイトルで放送された。全13話。
放送媒体上過激な性的描写が不可能の為、一部設定にゲーム版との違いがある（柊ちはやに女子高生という設定が追加されているなど）ほか、キャラクターデザインに渡辺明夫らを起用し、ビジュアル面を一新している。

### スタッフ（テレビアニメ）
- 原作 - テリオス
- 企画 - 福井政文、及川武、川村明廣、中村直樹
- 監督 - 阿部雅司
- シリーズ構成・脚本 - 山田光洋
- キャラクター原案 - 横田守
- キャラクターデザイン - 渡辺明夫、山田正樹、河野悦隆
- 種人間・プロップデザイン - 小川浩
- 総作画監督 - 佐藤道雄、石倉敬一、山田正樹、河野悦隆
- 特技監督 - 西井正典
- CGディレクター - 渡辺哲也
- 美術監督 - 高橋麻穂
- 色彩設定 - 鈴城るみ子
- 撮影監督 - 田中浩介
- 編集 - 競昌則
- 音響監督 - 松岡裕紀
- 音楽 - 岡崎雄二郎
- 音楽プロデューサー - 吉川明
- 音楽制作 - フロンティアワークス
- プロデューサー - 阿部祐督、松永孝之、大森啓幸、丹羽信宏
- アニメーションプロデューサー - 渡辺欽哉
- アニメーション制作 - AIC. A.S.T.A.
- 製作 - まじかるカナン製作委員会

### 主題歌
オープニングテーマ「マジカルちょーだいっ」
作詞 - くまのきよみ / 作曲 - ACOMPANAR / 編曲 - 陶山隼 / 歌 - 宮崎羽衣
エンディングテーマ「コイゴコロ」
作詞・作曲・編曲 - ACOMPANAR / 歌 - 徳永愛

### 各話リスト
| 話数 | サブタイトル             | 絵コンテ         | 演出              | 作画監督                        |
| ---- | ------------------------ | ---------------- | ----------------- | ------------------------------- |
| 1    | 魔法戦士カーマイン登場！ | 阿部雅司         | 加藤顕            | 佐藤道雄 飯飼一幸               |
| 2    | 謎の転校生               | 葵刀鏡介         | 佐々木皓一        | 梶浦紳一郎                      |
| 3    | ちはやの恋の物語？       | ユキヒロマツシタ | 井草かほる        | 西山忍                          |
| 4    | 魔法戦士セルリアンブルー | 川島宏           | 廣川集一 粟井重紀 | 土方トシオ、近藤イサム 飯飼一幸 |
| 5    | エンジェルキッスの休日   | 吉田英俊         | 古川政美          | 向山祐治                        |
| 6    | ナツキ危機一髪！         | 福多潤           | 加藤顕            | 柳瀬雄之                        |
| 7    | ハヅナ                   | 大畑晃一         | 白石道太          | 飯飼一幸                        |
| 8    | フェンネル               | 葵刀鏡介         | 横田和善          | 石田啓一 古池敏也               |
| 9    | セプティム               | ユキヒロマツシタ | 柳瀬雄之          | 柳瀬雄之                        |
| 10   | 真実                     | 篠崎康行         | 廣川集一          | 高乗陽子                        |
| 11   | カレンデュラ             | 葵刀鏡介         | 古川政美          | 向山祐治 藤田正幸               |
| 12   | 闇の世界                 | 川島宏           | 白石道太          | 飯飼一幸                        |
| 13   | 永遠の大樹               | 阿部雅司         | 阿部雅司          | 野田康行、藤田正幸 佐藤道雄     |

### 放送局
| 放送地域 | 放送局       | 放送期間                | 放送日時                            | 放送区分 |
| -------- | ------------ | ----------------------- | ----------------------------------- | -------- |
| 日本全域 | AT-X         | 2005年1月1日 - 3月26日  | 土曜 10:00 - 10:30 （リピート放送） | CS放送   |
| 京都府   | KBS京都      | 2005年1月7日 - 4月1日   | 金曜 25:25 - 25:55                  | 独立局   |
| 神奈川県 | tvk          | 2005年1月8日 - 3月26日  | 土曜 25:30 - 26:00                  | 独立局   |
| 群馬県   | 群馬テレビ   | 2005年1月9日 - 4月3日   | 日曜 25:30 - 26:00                  | 独立局   |
| 日本全域 | BS朝日       | 2005年1月10日 - 4月4日  | 月曜 26:00 - 26:30                  | BS放送   |
| 東京都   | 東京MXテレビ | 2005年1月13日 - 4月7日  | 木曜 25:00 - 25:30                  | 独立局   |
| 奈良県   | 奈良テレビ   | 2005年1月20日 - 4月14日 | 木曜 24:25 - 24:55                  | 独立局   |
| 長野県   | 信越放送     | 2005年1月21日 - 4月15日 | 金曜 26:15 - 26:45                  | TBS系列  |
| 熊本県   | 熊本放送     | 2005年1月24日 - 4月25日 | 月曜 26:20 - 26:50                  | TBS系列  |

| アニメ魂                     | アニメ魂       | アニメ魂                     |
| 前番組                       | 番組名         | 次番組                       |
| ---------------------------- | -------------- | ---------------------------- |
| ToHeart Remember my memories | まじかるカナン | こみっくパーティーRevolution |

### 放送事故
KBS京都にて、3月4日（第9話）に誤って3月11日放送分（第10話）を放送する不手際が発生。3月11日に第9話・第10話を連続放送し、冒頭にお詫びのテロップを挿入することで対処した。

## ラジオ番組

### まじかるカナン倶楽部
1999年秋、TBSラジオで『まじかるカナン倶楽部』が放送された。いわゆる18禁ゲームの声優が名前を出して売っていくこと、またメディアミックス展開に積極的に起用されることの先駆けとなる。出演は北都南、芹園みや。

### 涼と羽衣の輝け！まじかる探検隊っ！
2004年12月28日から、アニメイトTVのWEBラジオで『涼と羽衣の輝け！まじかる探検隊っ！』が放送され、ラジオCDがDVDの初回封入特典として収録された。出演は広橋涼、宮崎羽衣。 

## 続編
2015年1月30日、続編『まじかるカナン2〜緋色のベルガモット〜』が発売された。2009年から休止していたTeriosの再開第1作であり、「新生Terios 1st Project」を謳っている。
本編の1年後の物語。主人公は引き続きナツキで、ヒロインは柊ちはや（民安ともえ）と新キャラの君塚みさき（花澤さくら）。ちはやなど継続キャラの一部はキャスト変更されている。